# Lauren Boebert
Lauren Boebert (ur. 15 grudnia 1986 w Altamonte Springs, na Florydzie) – amerykańska polityk i przedsiębiorca.
Od 2021 roku, z ramienia Partii Republikańskiej, reprezentuje trzeci okręg wyborczy w stanie Kolorado w Izbie Reprezentantów Stanów Zjednoczonych.
Jest działaczką na rzecz praw do posiadania broni. W Rifle, w stanie Kolorado, jest właścicielką Shooters Grill, restauracji w której pracownicy są zachęcani do otwartego noszenia broni palnej.
W 2020 roku, w wyborach do Kongresu Stanów Zjednoczonych, pokonała Diane Mitsch Bush, kandydatkę Partii Demokratycznej, byłą przedstawicielkę stanu Kolorado w kongresie USA.
W czasie swojej kadencji jako kongreswoman zasłynęła jako silna zwolenniczka Donalda Trumpa, kwestionowania restrykcji związanych z pandemią, przeciwniczka aborcji, oraz używania chrześcijańskiego języka nacjonalistycznego. Podczas pandemii COVID-19 przeciwstawiła się polityce stanowej gubernatora Jareda Polisa i ponownie otworzyła swój lokal, co skłoniło urzędników do zawieszenia jej licencji restauracyjnej.